# Erna Kelm
Erna Kelm (née le 21 juillet 1908 à Francfort-sur-l'Oder et décédée le 11 juin 1962 à Berlin) est une  victime du mur de Berlin. À l'âge de 53 ans, elle s'est noyée dans la Havel en essayant de fuir la République démocratique allemande.

## Biographie
Erna Kelm a eu au moins deux enfants. À l'âge de 39 ans, elle s'est rendue en 1947 sans autorisation de Potsdam à Lübeck pour y travailler comme infirmière. Un an plus tard, en 1948, elle a déménagé à Berlin-Ouest et a pris un emploi d'infirmière auxiliaire dans un foyer pour enfants. Lorsqu'elle a rendu visite à ses enfants vivant à Potsdam, elle a été soupçonnée de travailler pour un service secret et a été interrogée en décembre 1953. Puis elle est retournée à Potsdam où  elle a travaillé comme aide à domicile.
C'est un pêcheur qui a trouvé son corps dans la Havel à Berlin-Zehlendorf au matin du 11 juin 1962. Elle portait une ceinture de natation sous ses vêtements et ses documents dans un sac étanche. A l'endroit de la découverte, la frontière séparait Berlin-Zehlendorf de Potsdam. La conclusion de l'enquête de la police de Berlin-Ouest est qu'Erna Kelm s'est noyée en tentant de s'échapper. À la demande des proches, son corps a été transféré à Potsdam. Il y a eu plusieurs articles de presse  relatant sa mort à Berlin-Ouest, mais ils ont peu retenu l'attention. Erna Kelm a été inscrite sur la liste officielle des victimes du mur de Berlin et mentionnée dans une brochure du ministère fédéral chargé des relations avec l'Allemagne de l'Est à l'occasion du premier anniversaire de la construction du mur.